# Cathédrale de l'Assomption de Kharkiv
 (avril 2024).
La cathédrale de l'Assomption-de-la-Bienheureuse-Vierge-Marie (en russe : Собор Успения Пресвятой Девы Марии ; en ukrainien : Собор Успіння Пресвятої Діви Мариї ; en polonais : Katedra Wniebowzięcia Najświętszej Maryi Panny), est la cathédrale du diocèse catholique de Kharkiv-Zaporijjia en Ukraine, regroupant la partie orientale du pays. Elle est dédiée à l'Assomption de la Vierge Marie et se trouve au n° 4 rue Gogol à Kharkiv. 

## Historique

### XIXesiècleet débutXXesiècle
Une première grande église catholique dédiée à Notre-Dame du Rosaire est construite en 1831 par Verechtchinski un peu plus au sud à l'angle de la ruelle Marianenko, et sert pour les Polonais ; mais elle est détruite pendant la Grande Guerre patriotique.

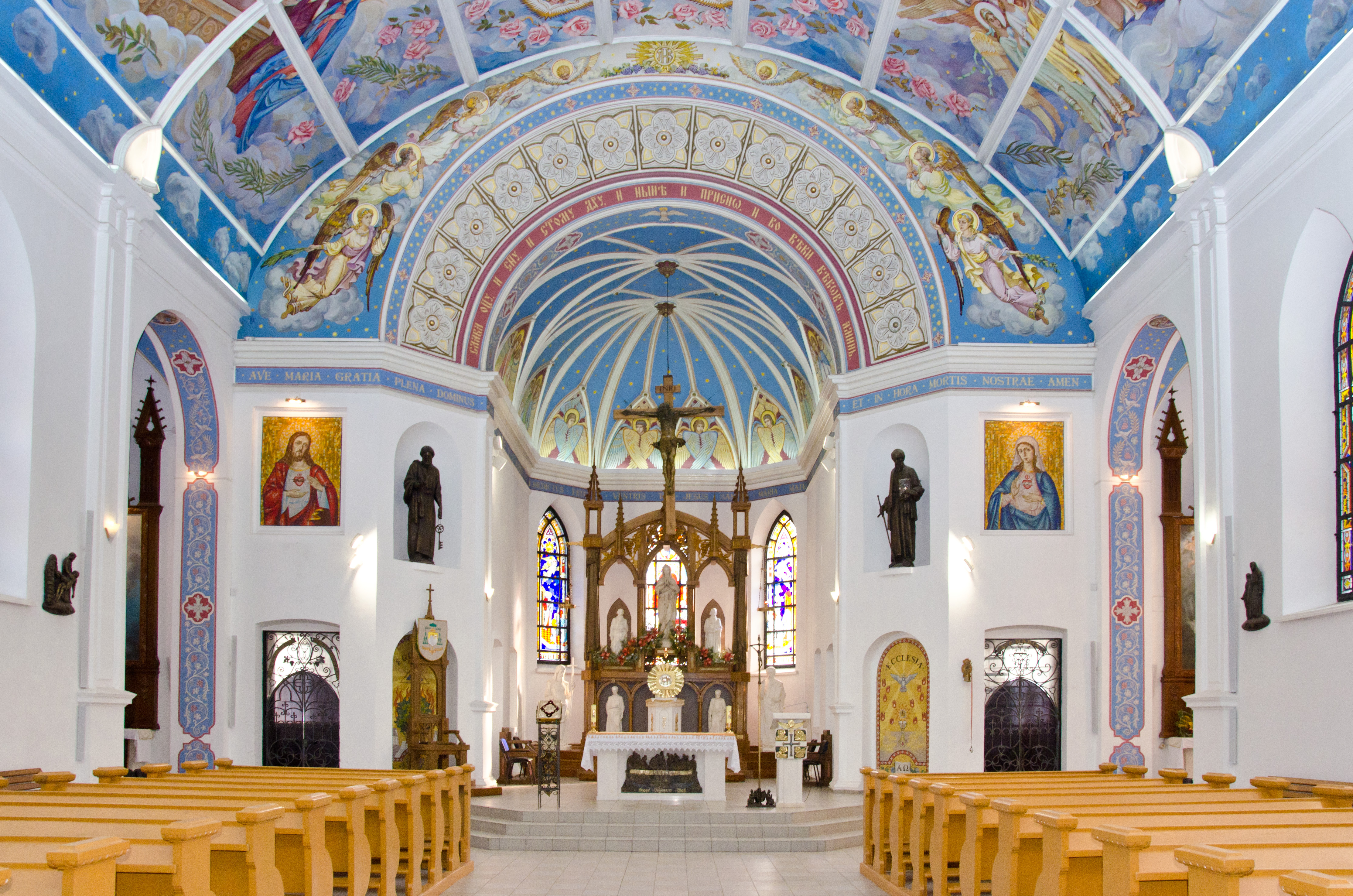
Intérieur de la cathédrale.

Une nouvelle église dédiée à l'Assomption est construite en 1887-1892 par l'architecte de la ville, Voleslav Mikhaïlovski, en forme de plan basilical avec un haut clocher néogothique surmonté d'une flèche et d'une rosace. 
L'église est consacrée le 26 juillet 1892. L'orgue provient de Bavière et est installé en 1901. On ouvre à côté un asile pour les nécessiteux, un orphelinat, une école paroissiale et l'on construit une chapelle au cimetière qui sont tous gérés par la paroisse. L'église est restaurée et embellie en 1906-1914.
La paroisse est fréquentée par des catholiques de différentes nationalités, d'abord des descendants de Polonais, mais aussi des Allemands de Russie ou des Lituaniens. Les feuilles de signature pour l'enregistrement des dons pour la construction et l'agrandissement de l'église ont été imprimées en russe, polonais, français et allemand. Avec les migrations dues à la Première Guerre mondiale, la paroisse devient presque exclusivement polonaise. Un bureau pour subvenir aux besoins des réfugiés polonais est ouvert à la paroisse, ainsi qu'un service d'assistance aux familles polonaises dans le besoin. De plus, à partir de 1915, des groupes de réfugiés arméniens affluent à Kharkov à cause du génocide arménien et certains sont catholiques.

### Époque soviétique
Les associations de charité de la paroisse sont fermées après la révolution d'Octobre. Le 8 avril 1922, les objets liturgiques sont confisqués. Toutefois de l'été 1922 à mars 1924 de l'aide humanitaire parvient de l'Ouest (période de la NEP et fin de la Guerre civile russe).
Le 31 décembre 1924, la communauté catholique de Kharkov est obligée de conclure un accord avec le comité exécutif provincial du Conseil des députés « sur l'acceptation pour l'usage libre et indéfini de l'église et des objets qui s'y trouvent ». Cela équivaut à une spoliation et la paroisse est forcée chaque année de publier une liste du montant et de la provenance de ses quêtes ainsi que l'identité des fidèles. Ainsi en janvier 1927, ceux-ci ne sont plus que 766 (contre près de 2 000 avant guerre). L'on repère des noms d'origine russe, ukrainienne, polonaise, biélorusse, arménienne, et aussi quelques noms français, italiens, hongrois...
La Terreur s'installe dans les années 1930. Le curé de la communauté arménienne catholique, le P. Karapet Eganian, est arrêté le 4 février 1938 et fusillé le 27 mai suivant. L'église est fermée par les autorités en décembre 1940. L'édifice est donné au théâtre Chevtchenko. Quelques mois plus tard à l'été 1941, les occupants allemands rouvrent l'église pour faire basculer de leur côté une partie de l'opinion de la population locale. Kharkov est libérée par l'Armée rouge en 1943. L'église poursuit son activité jusqu'en 1945, lorsqu'elle est à nouveau fermée pour en faire un studio de cinéma. L'intérieur est divisé en deux étages avec plusieurs salles.

### Aujourd'hui
La république socialiste soviétique d'Ukraine commence dès le milieu des années 1980 à normaliser ses relations avec les différentes confessions. En janvier 1991, une premier service religieux est célébré sur les marches de l'ancienne église et des messes s'organisent dans les appartements des quelques catholiques demeurés fidèles dans l'ombre. En décembre 1991, la paroisse est enfin enregistrée officiellement. Au début des années 2000, l'église est rendue aux fidèles et restaurée.
La paroisse possède une bibliothèque placée sous le vocable de saint Méthode et saint Cyrille qui comprend aussi des livres en braille et gère la maison d'édition paroissiale Magnificat. Elle accueille une branche de l'organisation internationale Caritas qui publie aussi le magazine Le Monde avec nous (en russe et en ukrainien).
L'église est devenue la cathédrale du diocèse de Kharkiv-Zaporijjia.

## Galerie

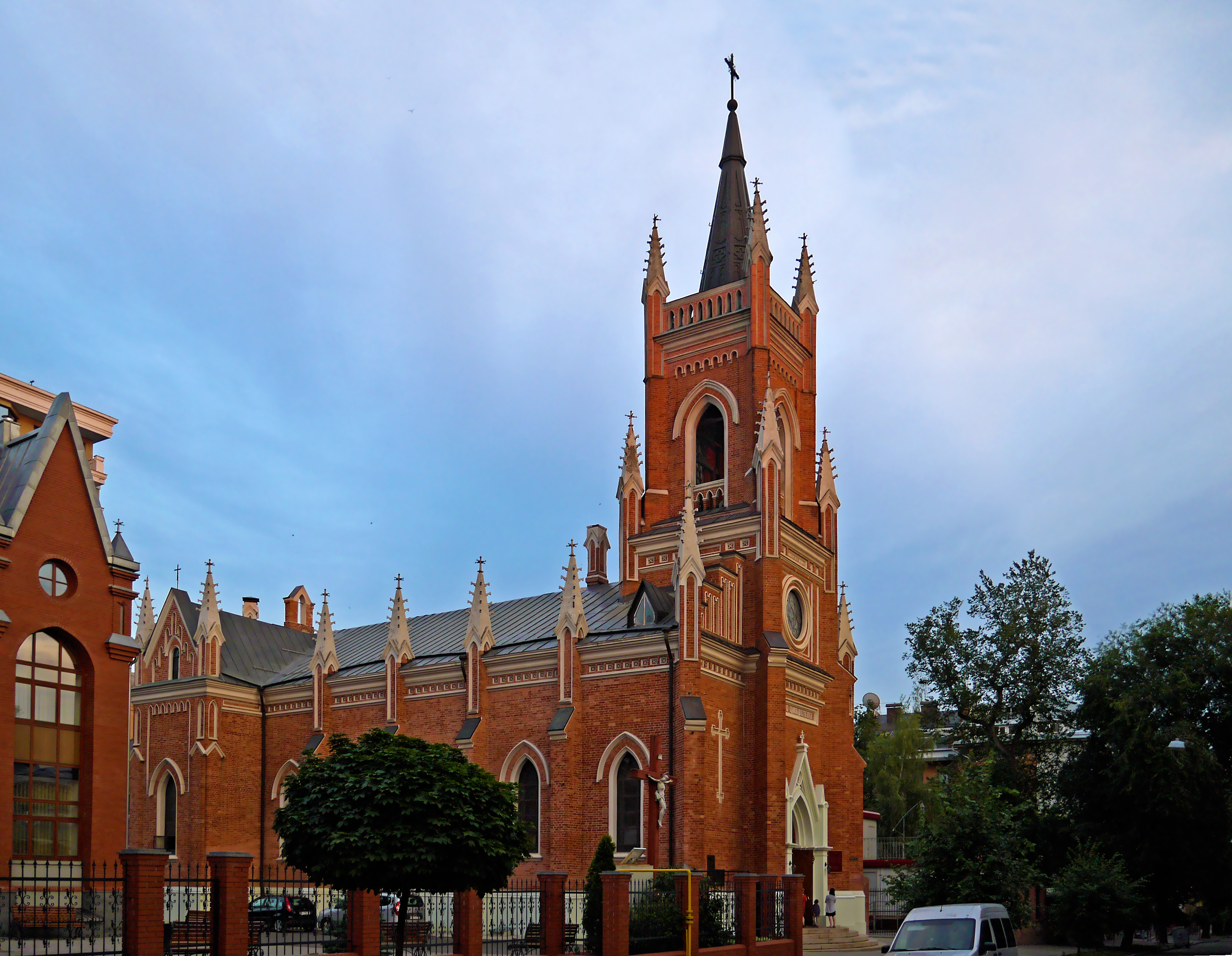
Façade latérale.
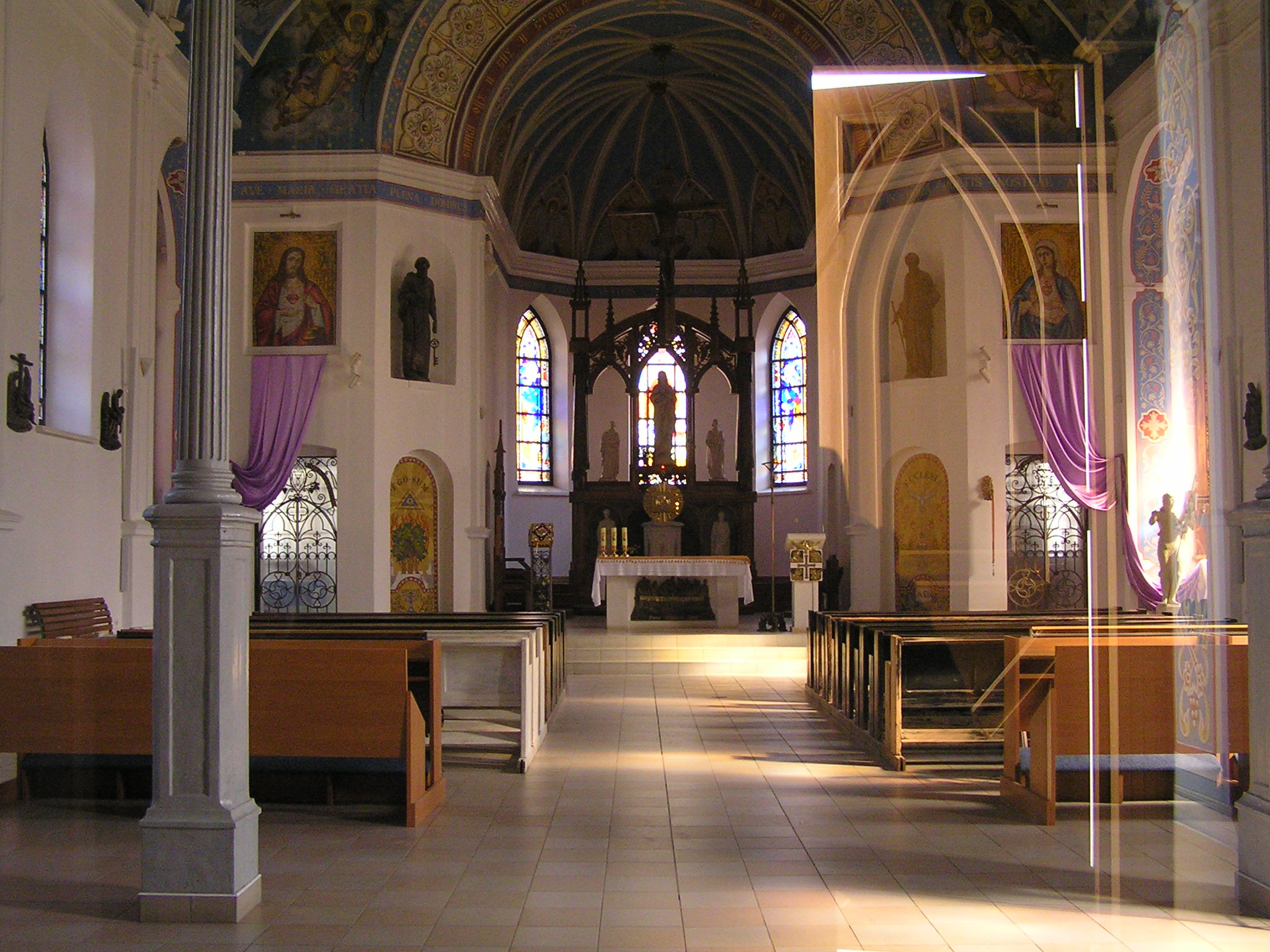
Nef.
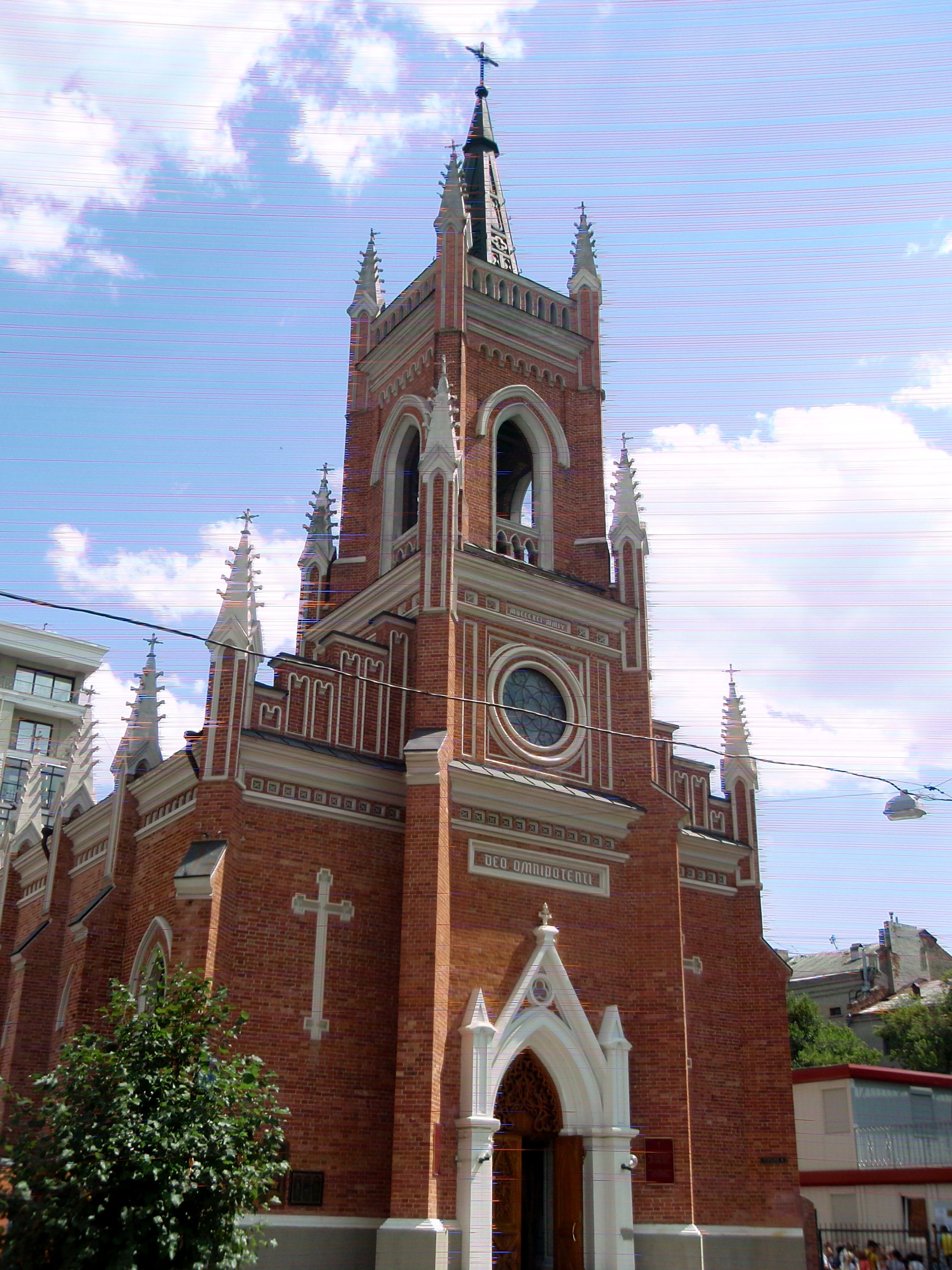
Clocher.
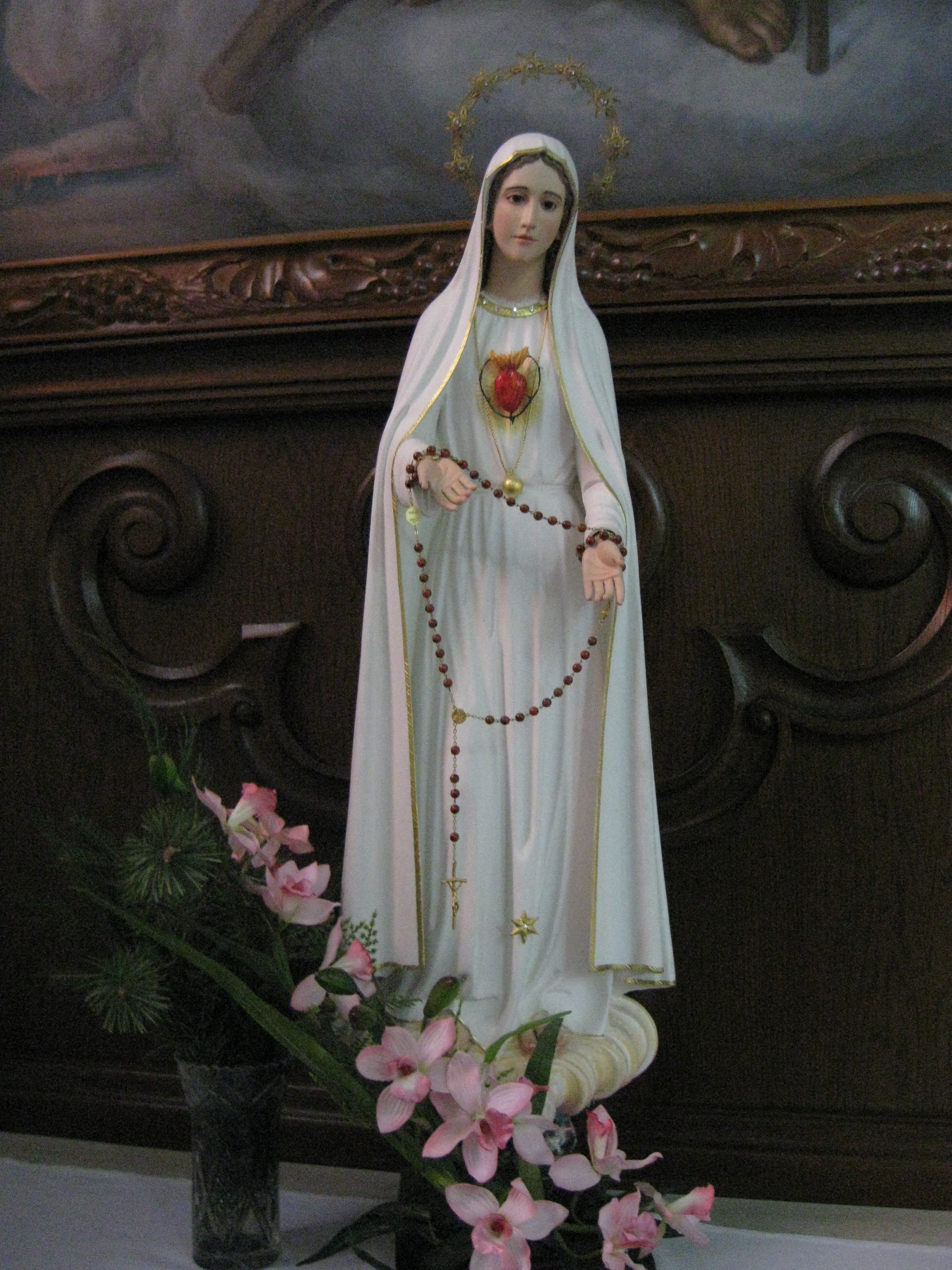
Statue de N.-D. de Fatima.
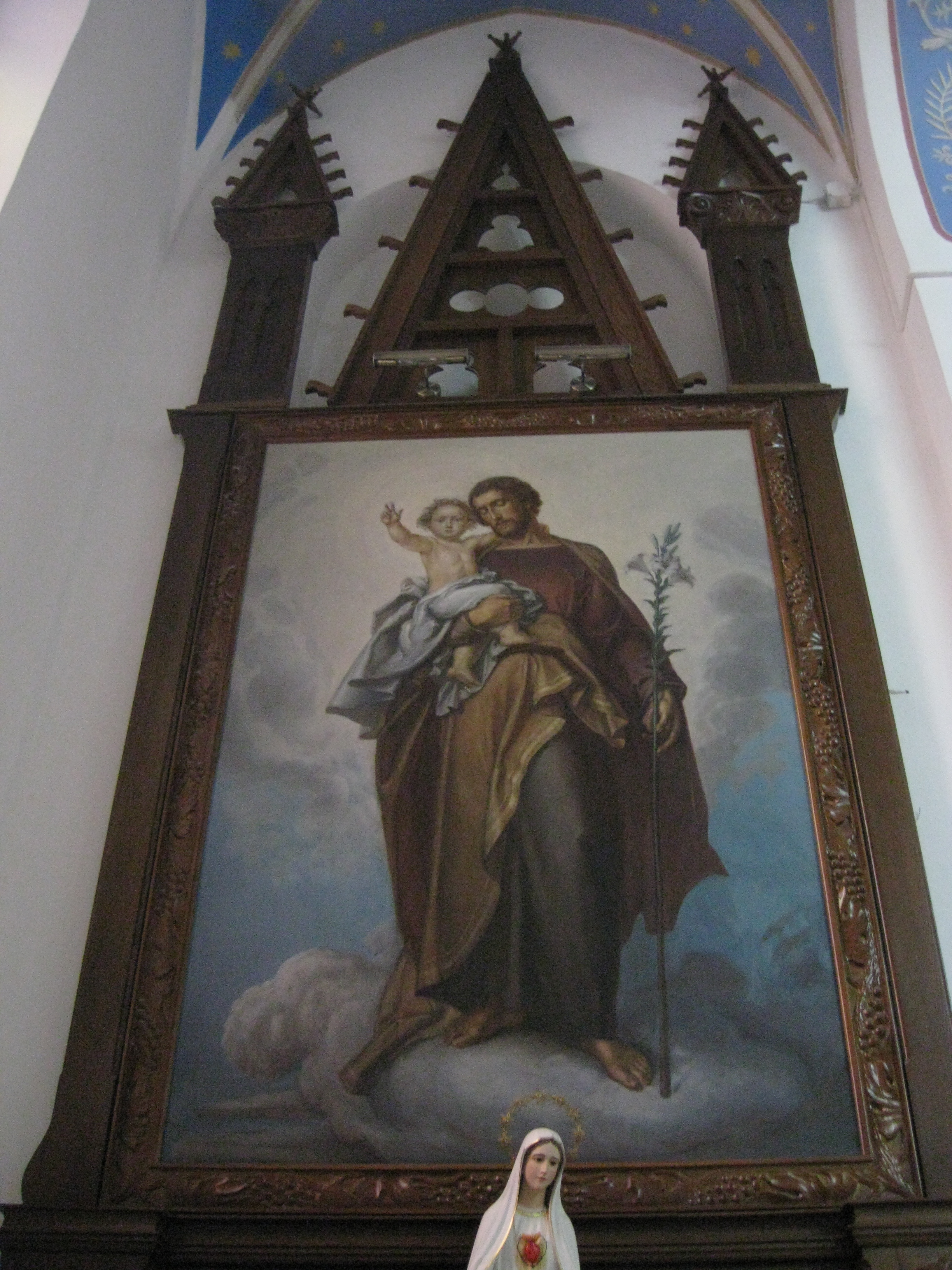
Vue de côté avec saint Joseph.
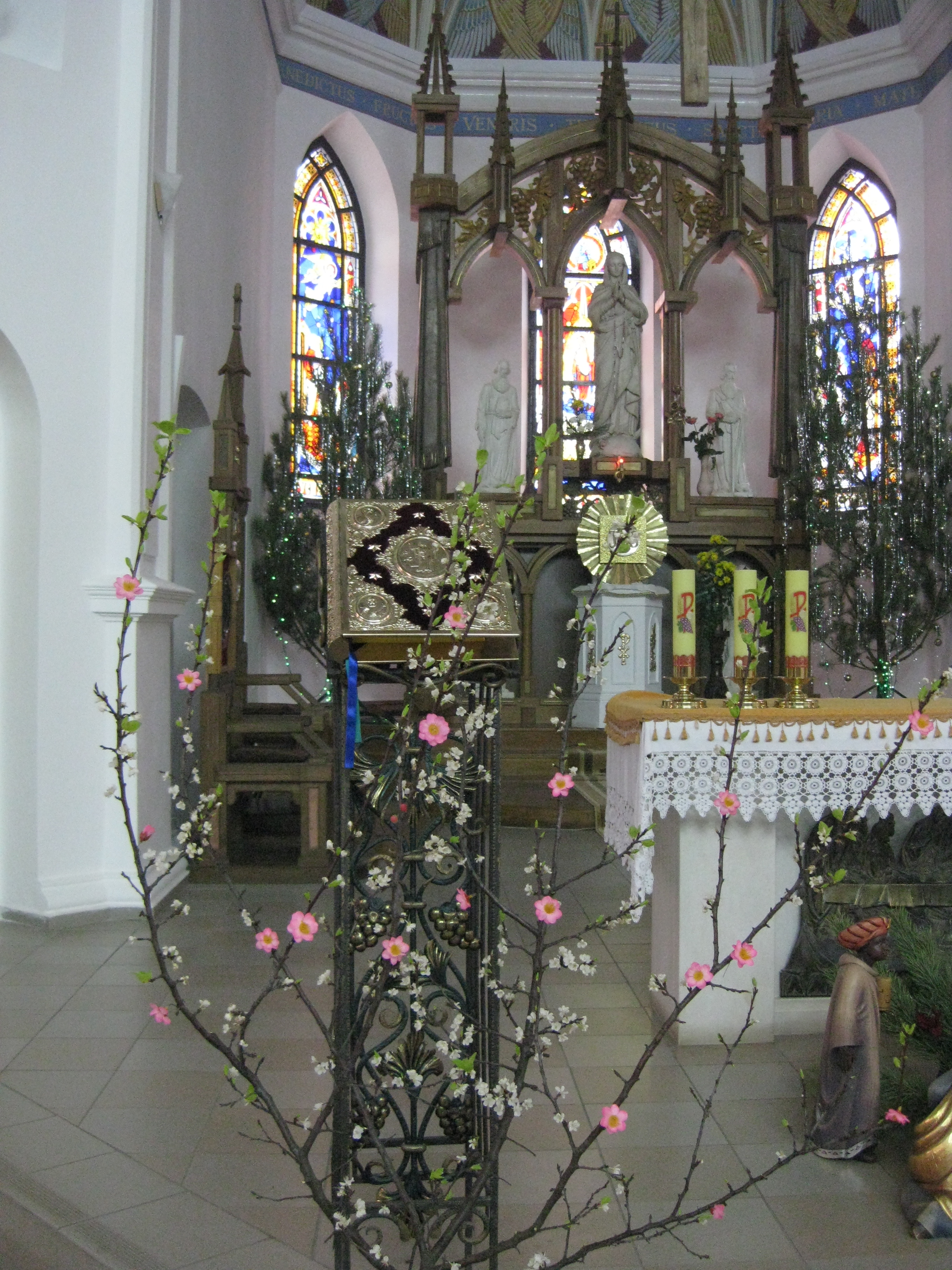
Partie de l'autel.
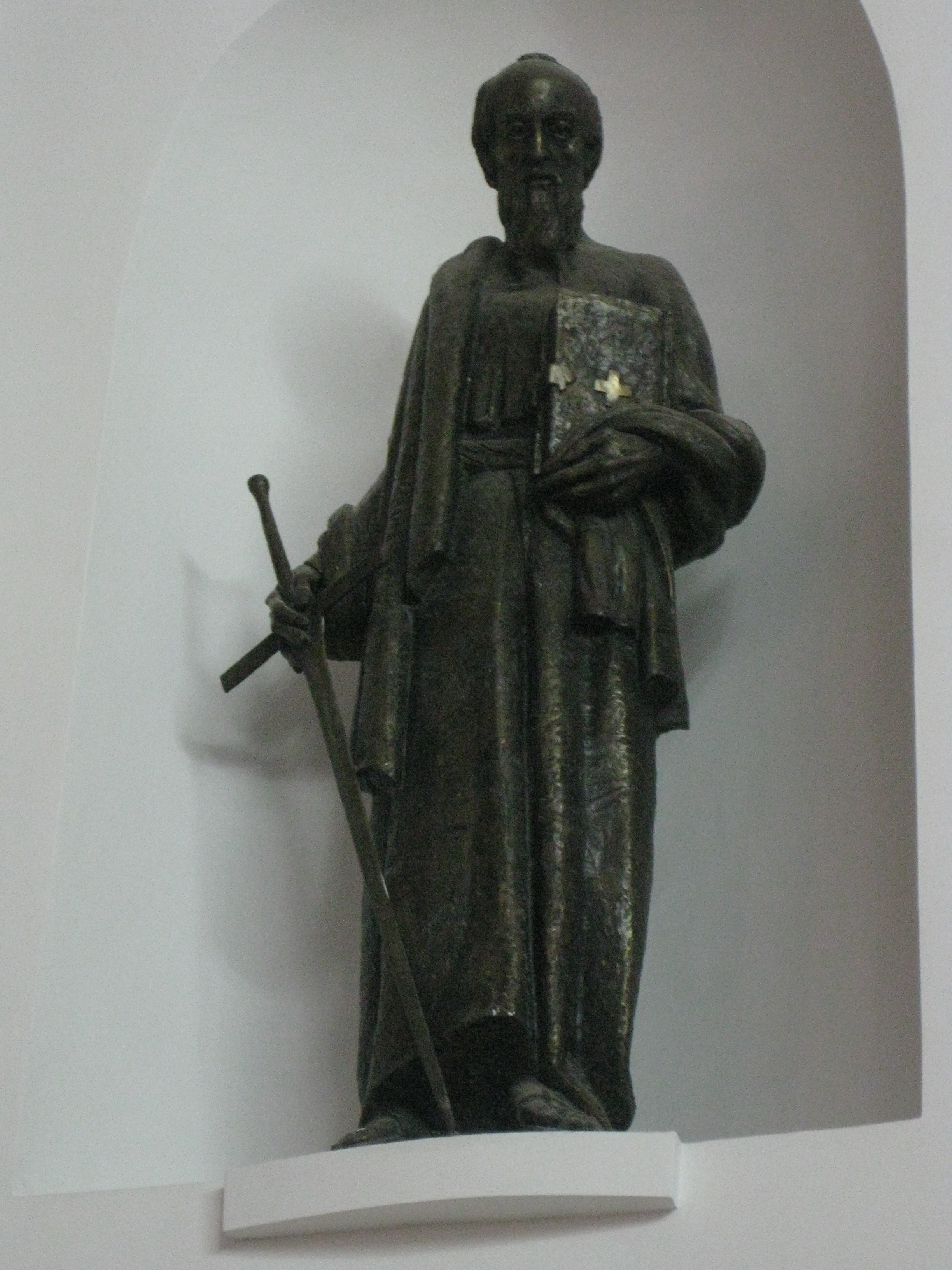
Statue de saint Paul du côté est.
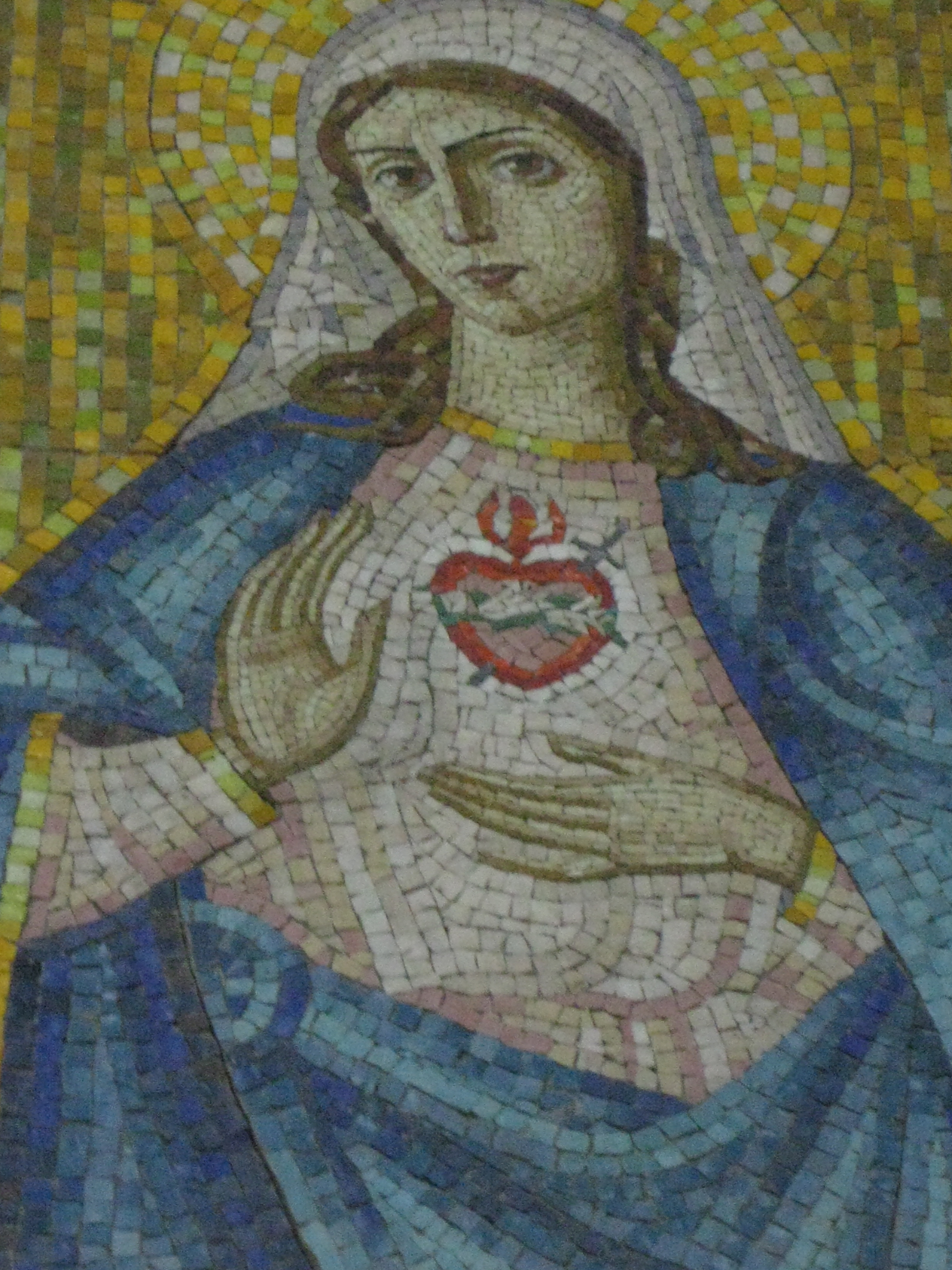
Mosaïque de la Vierge Marie.
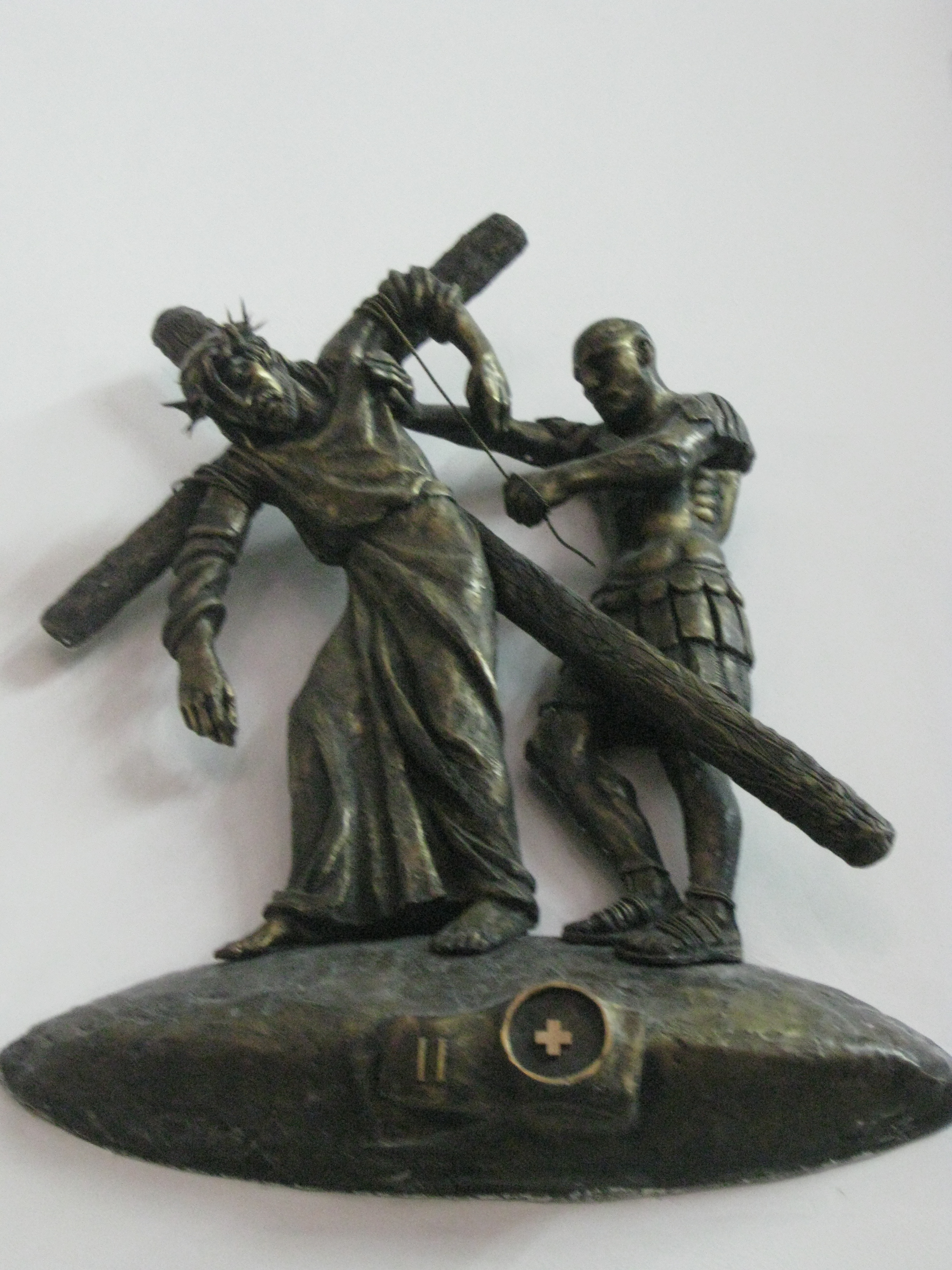
Station du Chemin de croix.
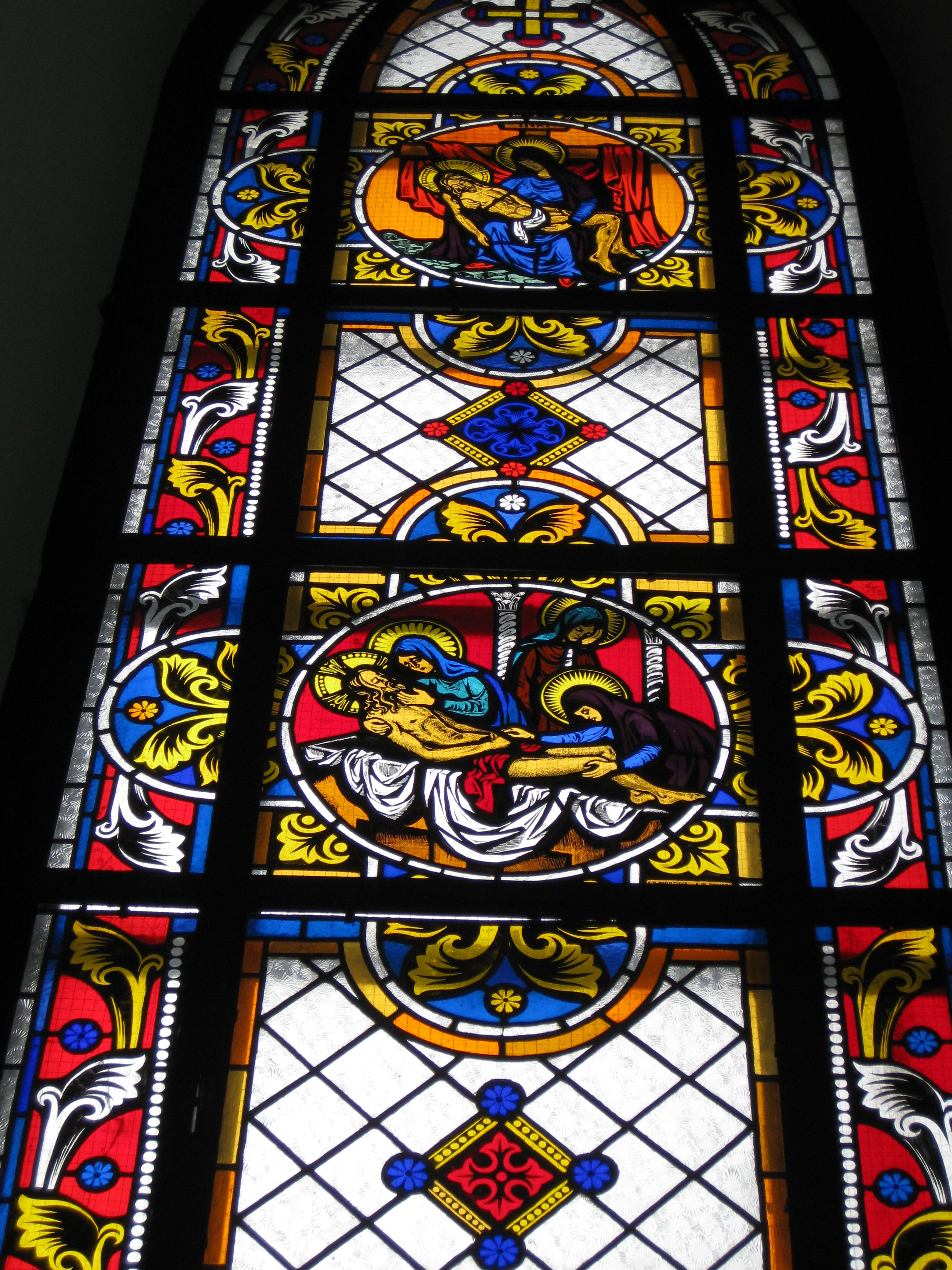
Vitrail.
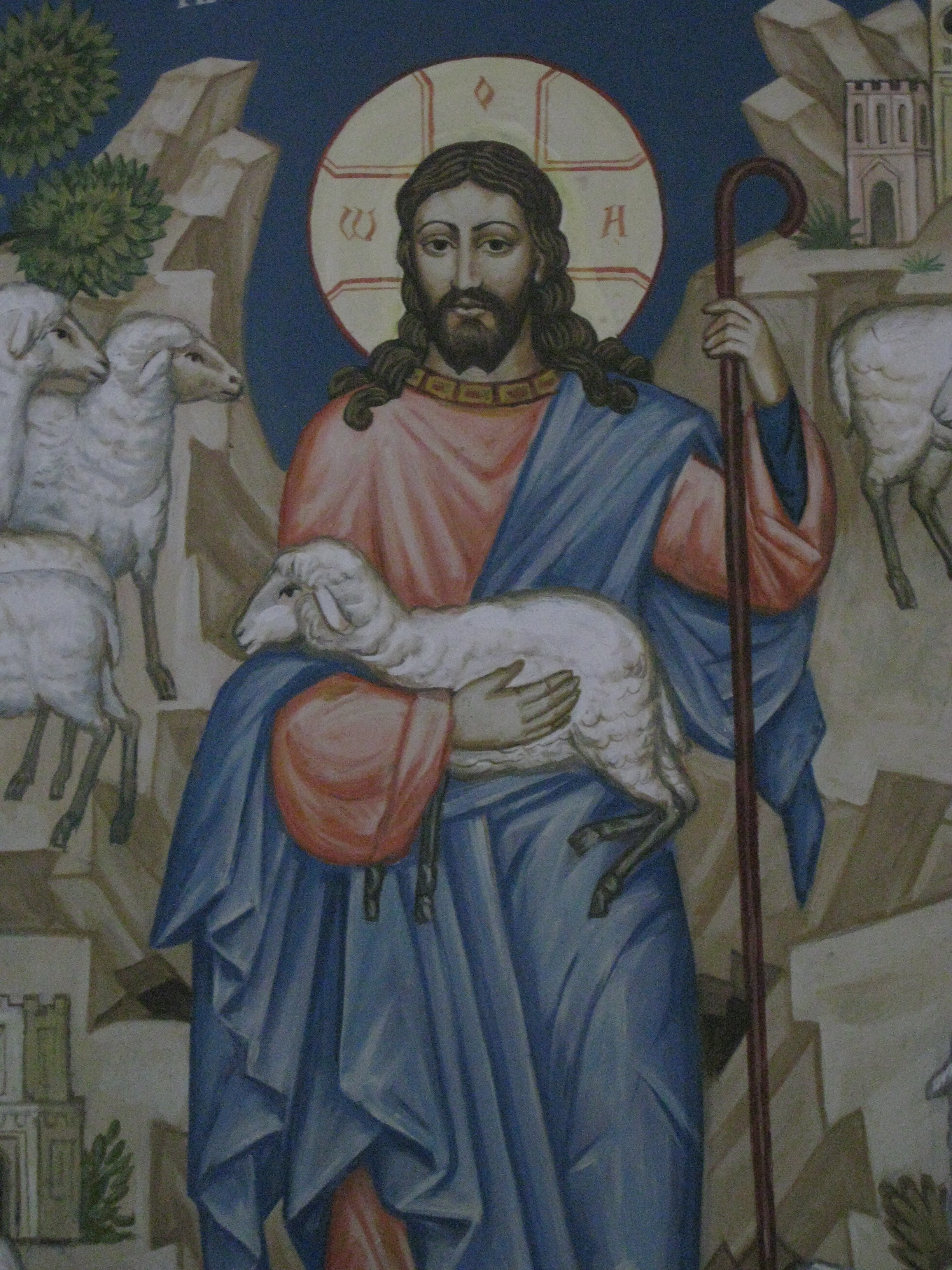
Fresque du Bon Pasteur.